# エルダド礁

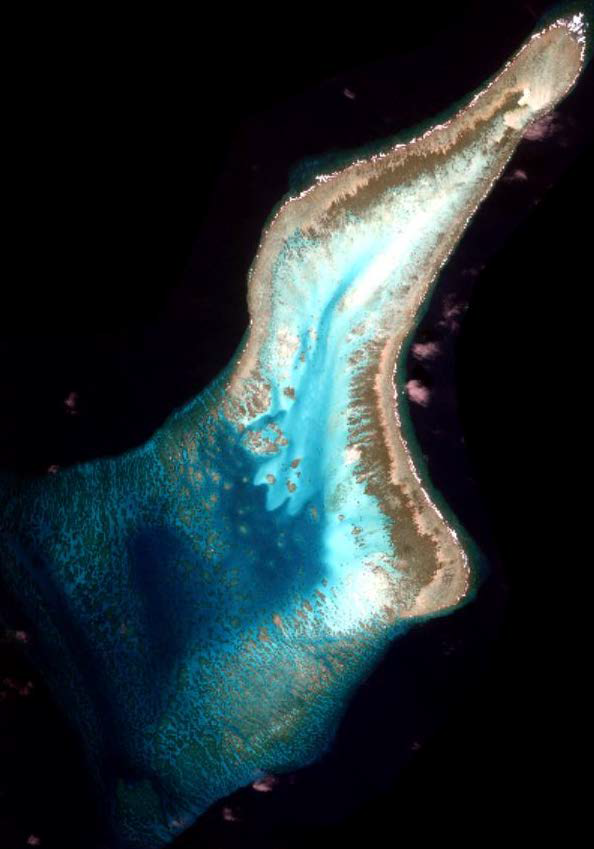
エルダド礁。

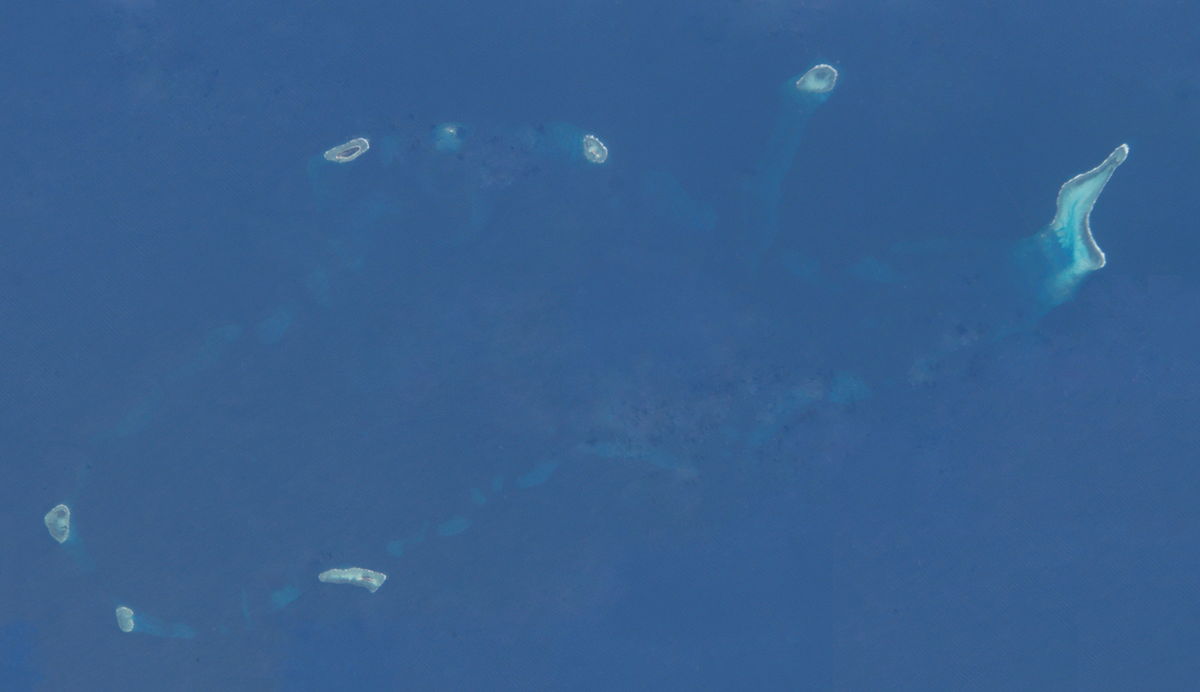
ティザード堆。右端がエルダド礁。左上の島が南沙諸島最大の島太平島。

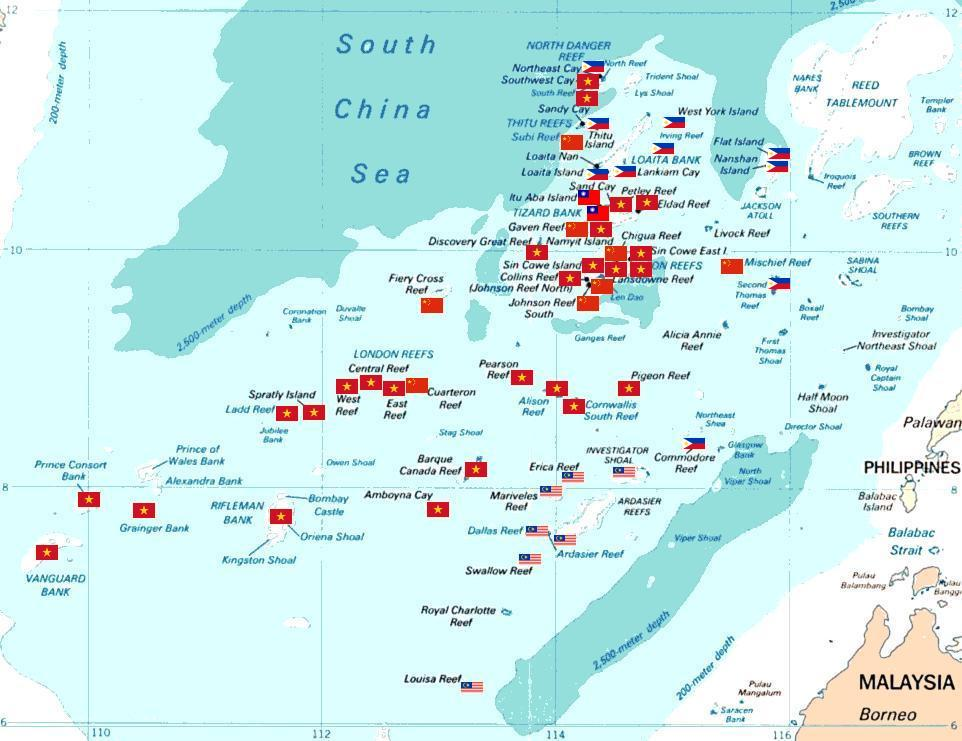
南沙諸島における南シナ海周辺諸国の実効支配状況

エルダド礁（エルダドしょう、英語：Eldad Reef、中国語: 安达礁、ベトナム語：Đá Én Đất / 𥒥Én Đất）は、南沙諸島にあるティザード堆（英語：Tizard Banks、中国語: 鄭和群礁）の一部を形成する岩礁である。エルダッド礁とも呼ばれる。
中国が実効支配しているが、ベトナム、フィリピン、中華民国（台湾）も主権を主張している。2014年から2015年にかけて、中国がこの岩礁を埋め立て、人工島を建設していると報じられている。
2016年7月12日、オランダ・ハーグの常設仲裁裁判所は、いわゆる九段線に囲まれた南シナ海の地域について中華人民共和国が主張してきた歴史的権利について、「国際法上の法的根拠がなく、国際法に違反する」とする判断を下した。